# جيرمانو كاردوسو جوستا
جيرمانو كاردوسو جوستا (بالبرتغالية: Germano Borovicz Cardoso Schweger‏) (21 مارس 1981 في توليدو في البرازيل – )؛ هو لاعب كرة قدم كان يلعب كلاعب وسط.

## وصلات خارجية
- جيرمانو كاردوسو جوستا على موقع رابطة كرة القدم اليابانية للمحترفين (اليابانية)
- جيرمانو كاردوسو جوستا على موقع قاعدة بيانات كرة القدم.إي يو (الإنجليزية)
- جيرمانو كاردوسو جوستا على موقع Soccerway.com (الإنجليزية)
- جيرمانو كاردوسو جوستا على موقع عالم كرة القدم.نت (الإنجليزية)